# Жанетт (певица)
Жане́тт (англ. Jeanette; настоящее имя Джа́нет Энн Диме́к, англ. Janette Anne Dimech; род. 10 октября 1951, Лондон) — испанская певица.

## Биография
Её отец — мальтийского происхождения — родом из Бельгийского Конго. Мать — испанка, родом с Канарских островов. В связи с импортно-экспортным бизнесом семьи Жанетт провела детство в Чикаго и Калифорнии. В возрасте 12 лет после того, как её родители развелись, она с матерью переехала в Барселону. Изначально говорила только на английском, но после переезда в Испанию, в совершенстве овладев языком, впоследствии исполняла большинство песен на испанском языке. Однако носители испанского языка как родного отмечают в её песнях и устной речи английский акцент.
В 60-х годах научилась играть на гитаре и начала писать собственные песни. В 1967 году стала вокалисткой в подростковой, весьма популярной, группе «Brenner’s Folk», позже переименованной в «Pic-Nic» (первоначальным названием группа была обязана своему основателю и лидеру — Витасу Бреннеру (Vytas Brenner)). После распада группы в 1969 году вместе со своим мужем, венгерским футболистом Кристофом Ласло (Laszlo Kristof), переехала в Вену и хотела посвятить себя семье. Однако звукозаписывающая компания «Hispavox» уговорила её вернуться в Барселону и начать сольную карьеру.
Её дебютный сингл «Soy Rebelde» вышел в 1971 году. Во время выпуска сингла звукозаписывающая компания сделала орфографическую ошибку в имени певицы, назвав её Jeanette вместо правильного написания её имени Janette без первой буквы «e», и с тех пор Jeanette стал её сценическим псевдонимом.

## Porque te vas
Мировую известность ей принесла песня «Porque te vas» (Потому что ты уходишь), написанная Хосе Луисом Пералесом. Она была относительно неизвестной до того момента, пока не прозвучала в знаменитом испанском фильме Карлоса Сауры «Выкорми ворона» (исп. Cría cuervos). Фильм был удостоен множества премий и стал участником Каннского и Берлинского Кинофестивалей. Благодаря успеху фильма, «Porque te vas» стала одной из самых популярных в мире песен на испанском языке.
Впоследствии эту песню перепели на французском, английском, немецком, финском и других языках. На русском песню под названием «В последний раз» исполняли «Весёлые ребята» (солистка Людмила Барыкина), Захар Май, дуэт Виктории Дайнеко с Алексеем Воробьёвым, «Русский Размер и Профессор Лебединский».

## Личная жизнь
Жанетт была замужем за бывшим футболистом из Венгрии Ласло Кристофом, который умер в Мадриде 5 августа 2022 года. От него у неё родилась единственная дочь Блайт в 1969 году в Вене, Австрия. У неё также есть трое внуков от дочери Блайт.